# Saint-Georges (Frans-Guyana)
Saint-Georges (officieus: Saint-Georges-de-l'Oyapock) is een gemeente in Frans-Guyana. De gemeente telde 4.710 inwoners op 1 januari 2022.
De naamgevende hoofdplaats van de gemeente is gelegen aan de Oyapock die de grens vormt met de Braziliaanse deelstaat Amapá. Aan de Braziliaanse kant ligt de plaats Oiapoque. De inheemse bevolking (indianen) behoort tot de Arowaakse Palikur-stam. Er wordt naast Frans en creools ook steeds meer Portugees gesproken door immigratie vanuit Brazilië.
Stroomopwaarts ligt het inheems dorp Camopi, bewoond door de Tupi-talige Wayampi- en Teko-stammen.

## Geschiedenis
Saint-Georges werd in 1853 opgericht als een bagne (strafkolonie). Het is vernoemd naar een Nederlandse Sint-Jorismunt die bij de constructie van het kamp was gevonden. In 1865 is de bagne gesloten. In 1887 werd goud gevonden en Saint-Georges ontwikkelde zich als een goudzoekersdorp. In 2022 werd de plaats de onderprefectuur van het nieuw opgericht arrondissement Saint-Georges. Dit gebeurde om het bestuurlijk gezag in het strategische grensgebied met Brazilië te versterken.

## Geografie
De oppervlakte van de gemeente bedraagt 2320 km².

## Verkeer
Sinds 2004 is Saint-Georges via de N2 bereikbaar. Voordien was er enkel verkeer mogelijk over de rivier of via een dagelijkse vlucht van Air Guyane. In 2017 werd de Oyapockbrug geopend die het mogelijk maakt rechtstreeks van Macapá in Brazilië naar Saint-Laurent-du-Maroni in Frans-Guyana te reizen.

## Dorpen

### Trois-Palétuviers
Trois-Palétuviers (vertaling: drie mangroven; 4° 3′ NB, 51° 40′ WL) is een inheems Palikurdorp. Het is in 1960 gesticht als een permanent dorp voor de stam, en telt ongeveer 180 inwoners (2018). Het dorp kan via de rivier vanuit Saint-Georges worden bereikt en heeft alleen 's avonds beschikking over elektriciteit. Trois-Palétuviers heeft een basisschool. De schaakclub van de school werd in 2013 uitgenodigd om in Brussel hun talenten te tonen, en in 2017 hadden de leerlingen een gesprek gevoerd met de astronauten in het internationale ruimtestation via radioamateurs.

## Galerij

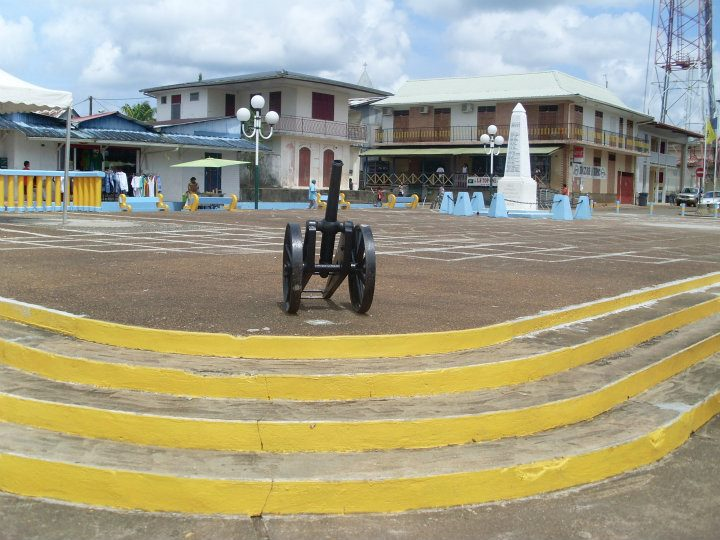
Centrum
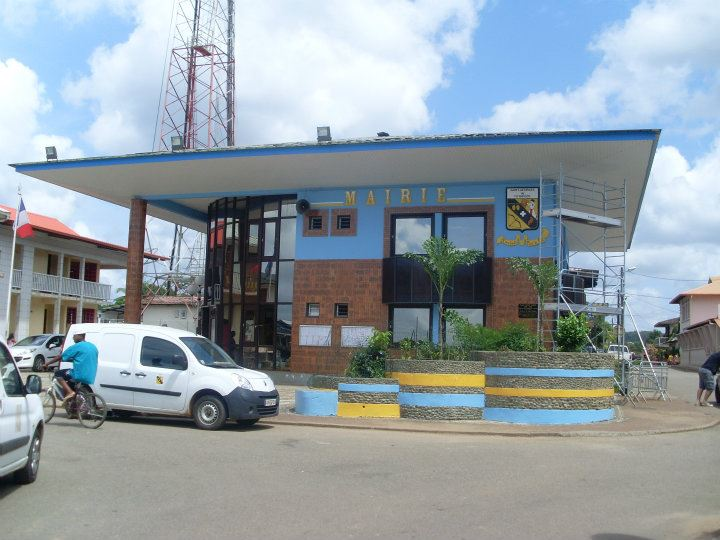
Gemeentehuis
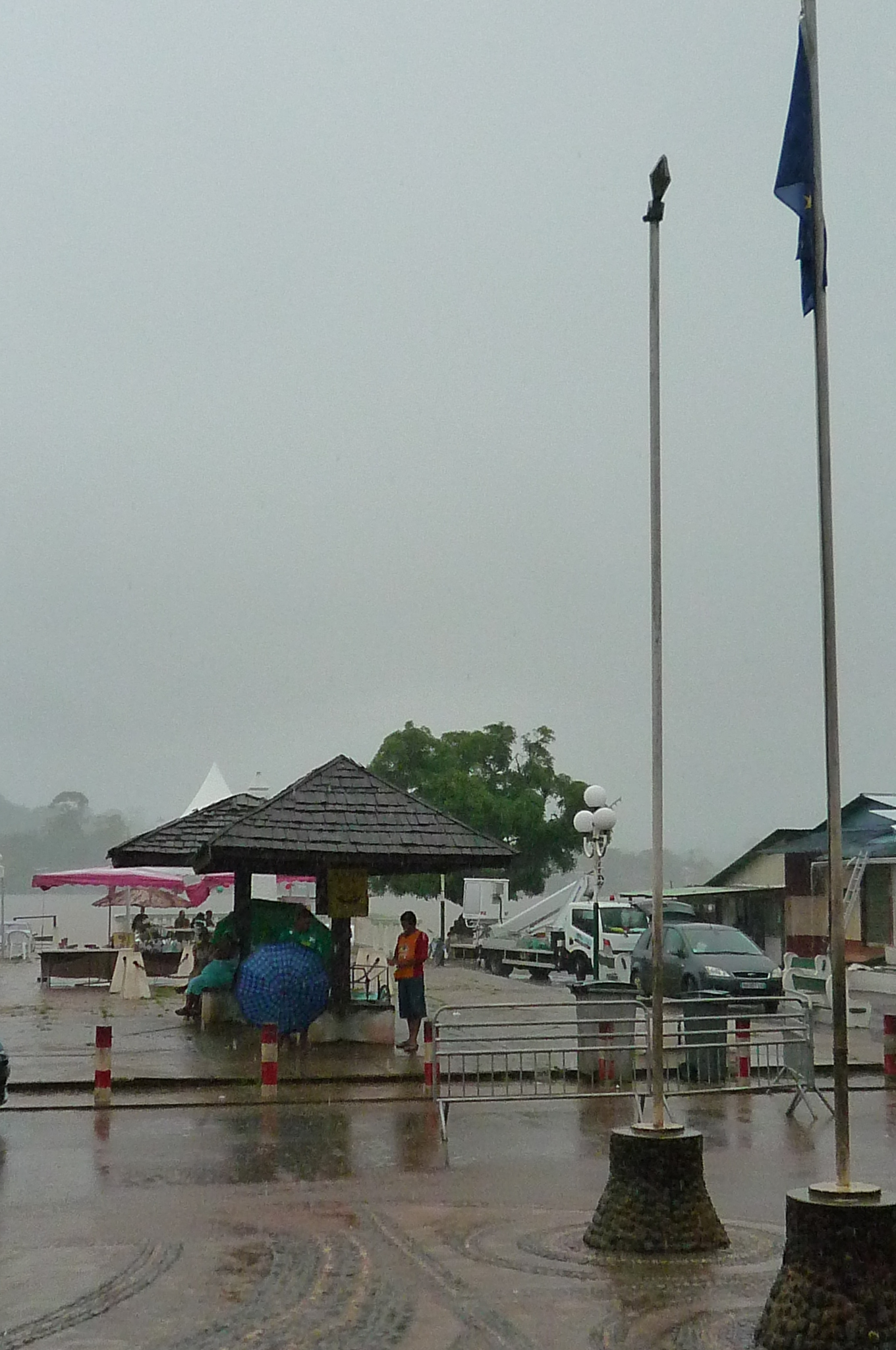
Marktplein
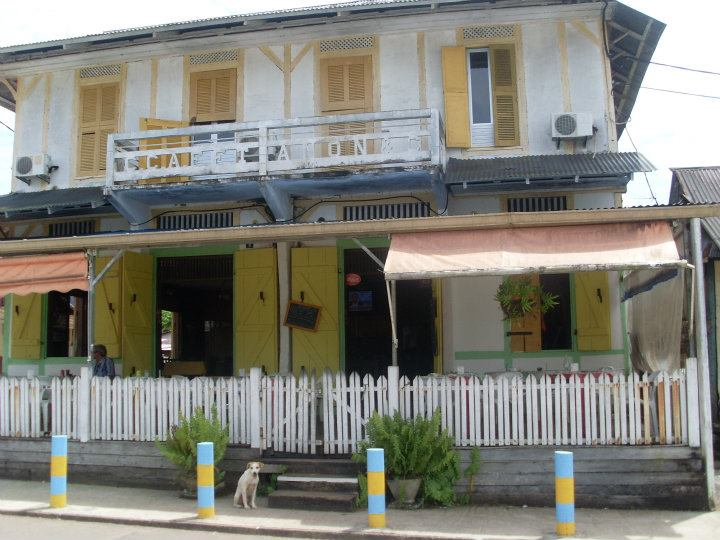
Bar-restaurant

- Bibliothèque nationale de France: cb15771805p (data)
- Système universitaire de documentation: 127850651
- Virtual International Authority File: 173765032
- WorldCat: E39PBJhhtqT7Qgmyd433y4JkXd

Apatou · Awala-Yalimapo · Camopi · Cayenne · Grand-Santi · Iracoubo · Kourou · Macouria · Mana · Maripasoula · Matoury · Montsinéry-Tonnegrande · Ouanary · Papaichton · Régina · Rémire-Montjoly · Roura · Saint-Élie · Saint-Georges · Saint-Laurent-du-Maroni · Saül · Sinnamary